# Arthroleptis tanneri
Arthroleptis tanneri Grandison,1983 è un anfibio anuro, appartenente alla famiglia degli Artroleptidi.

## Etimologia
L'epiteto specifico è stato assegnato in onore di John Tanner.

## Distribuzione e habitat
È endemica della Tanzania. Si trova sui Monti Usambara occidentali.